# Bérénice Comby
Bérénice Comby est une patineuse de vitesse sur piste courte française.

## Biographie
Elle est la plus jeune de quatre enfants et a deux frères et une sœur. Elle découvre la gymnastique et le patinage sur glace au primaire. En raison d'horaires trop complexes pour le patinage artistique, ses parents l'inscrivent au patinage de vitesse sur piste courte qu'elle apprécie immédiatement.
En mai 2022, elle remporte une médaille de bronze au Festival olympique de la jeunesse européenne 2022 sur le 1 000 mètres. Elle est gênée par une concurrente et tombe en demi-finales, mais est avancée par les juges et finit troisième de la finale. Avec Eva Grenouilloux, Simon Bastier et Tawan Thomas, elle se classe également quatrième du relais mixte.
L'année suivante, elle participe aux championnats du monde. Elle en est une des plus jeunes participantes et patine avec des patins d'emprunt après un vol de son équipement. Elle finit 36e du 1 500 mètres et 22e du 500 mètres, ainsi que cinquième du relais féminin.
Elle finit troisième en relais des Championnats d'Europe de patinage de vitesse sur piste courte 2024 avec Aurélie Lévêque, Gwendoline Daudet et Cloé Ollivier. La même année, elle finit deuxième d'une manche de la coupe du monde junior.
Elle porte la flamme lors du relais de la flamme olympique 2024, à Orléans. En parallèle, elle se prépare à une première année de licence de biochimie et médecine moléculaire.